# Anna Latos-Bieleńska
Anna Maria Latos-Bieleńska (ur. 1952 w Bydgoszczy) – profesor nauk medycznych, lekarz specjalista genetyki klinicznej i laboratoryjnej genetyki medycznej.

## Życiorys
Anna Latos-Bieleńska habilitowała się 1 stycznia 1992 na podstawie pracy pt.: Badania chromosomów mitotycznych i mejotycznych techniką immunocytochemicznej detekcji BrdU wbudowanej do chromosomowego DNA. W 2002 roku uzyskała tytuł profesora nauk medycznych

## Najważniejsze osiągnięcia zawodowe
Opracowanie i wdrożenie systemu monitorowania wrodzonych wad rozwojowych w Polsce: Polski Rejestr Wrodzonych Wad Rozwojowych (projekt zamawiany przez Ministra Zdrowia finansowany przez KBN 1997-2000, następnie Program Ministerstwa Zdrowia) – uhonorowane Nagrodą Prezesa Rady Ministrów za wybitne osiągnięcia naukowo-techniczne. Wprowadzenie PRWWR do EUROCAT (2001).
26 października 2021 stała się konsultantem krajowym w dziedzinie genetyki klinicznej.

## Odznaczenia
- Złoty Krzyż Zasługi (2002)[4]